# Viola doerfleri
Viola doerfleri är en violväxtart som beskrevs av Árpád von Degen. Viola doerfleri ingår i släktet violer, och familjen violväxter. Inga underarter finns listade i Catalogue of Life.